# Supermarket Lady
Supermarket Lady est une œuvre de Duane Hanson faite en 1969, exposée au Ludwig Forum für Internationale Kunst en 1970. Composée en résine de polyester, en fibre de verre et peinture acrylique, réalisée à partir d'un modèle vivant, cette « scène de genre » ou ce « portrait » est à situer dans le mouvement hyperréaliste. Elle fut exécutée en 1969 mais présentée au public seulement en 1970. L'artiste l'exposa initialement à la OK Harris Gallery à New York, maintenant exposée au Musée d'art Comptemporain Ludwing Forum d'Aix la Chapelle en Allemagne

## Analyses
L'artiste est parvenu à donner l’illusion de l'humanité par ses scènes hyperréalistes de la vie quotidienne américaine, véritable miroir de l’American way of life.
Supermarket Lady est la caricature d'une américaine des années 60. Si en Europe occidentale, il est assez improbable de croiser une ménagère portant des bigoudis, des bodys et des chaussons et poussant un chariot de supermarché, aux États-Unis, un tel personnage faisait partie du quotidien[réf. nécessaire].
Supermarket Lady illustre parfaitement son temps et la société américaine des années 1960 et 1970, époque où la révolution de la consommation de masse prend rapidement une ampleur considérable: le chariot de supermarché remplace alors le panier, les produits sont fabriqués industriellement, l’embonpoint du modèle peut laisser imaginer soit l’opulence de cette société de consommation, soit la malbouffe qui la caractérise dans les milieux populaires.
Les sculptures de Duane Hanson entre 1966 et 1969, réalisées à partir de moulages de personnes réelles, ont été peintes pour donner à la peau un aspect réaliste, avec veines apparentes et diverses imperfections. Hanson a ensuite habillé les personnages avec des vêtements provenant de magasins de vêtements d'occasion ou de la personne en question. Puis il les disposait dans l'espace d'une galerie comme une photographie tridimensionnelle d'une scène quotidienne, à l'échelle réelle, ou échelle 1, mais qui aurait été isolée de son contexte. De toute évidence, ces œuvres contenaient un commentaire social fort, en particulier « Race Riot » (1969-1971) qui comprenait, parmi ses sept personnages, un policier blanc terrorisant un afro-américain. Plusieurs fois il s'est plu à citer la déclaration d'Henry David Thoreau selon laquelle "la masse des hommes mène une vie de désespoir tranquille". Dans les regards abattus et sobres de ces archétypes de l'humanité, dont la plupart étaient inspirés par des sujets issus de la classe ouvrière, on sent que Duane Hanson voulait inviter à un commentaire critique de la condition humaine contemporaine, et qu'il entendait refléter le sentiment d'isolement, de solitude et d'aliénation que nous vivons dans le monde moderne.